# Standvermögen
Das Standvermögen bezeichnet nach der DIN 6583 die Fähigkeit eines Wirkpaares (Werkstück und Werkzeug), bestimmte Zerspanvorgänge durchzustehen.
Das Standvermögen wird beeinflusst von der Schneidhaltigkeit des Werkzeuges, der Zerspanbarkeit des Werkstoffes und den Standbedingungen, d. h. den Bedingungen, die den Zerspanvorgang beeinflussen.

## Standbedingungen
Die wichtigsten Standbedingungen sind:
- Werkstückgeometrie und -werkstoff
- Werkzeuggeometrie und -werkstoff (Schneidstoff)
- Schnittgeschwindigkeit.

Weitere Standbedingungen sind
- die statische und dynamische Steifigkeit der Werkzeugmaschine
- die Kinematik des Zerspanvorgangs
- die Schnittbedingungen
- die Umgebung
  - die Menge des Kühlschmiermittels
  - die thermischen Randbedingungen bei der Bearbeitung.[2]

## Standgrößen
Standgrößen sind laut DIN 6583
- die Standzeit {\displaystyle T} (am wichtigsten)
- der Standweg {\displaystyle L}
- die Standmenge {\displaystyle N} oder das Standvolumen {\displaystyle V},

die unter bestimmten Standbedingungen erreicht werden, bis ein bestimmtes Standkriterium eintritt. Den verschiedenen Standgrößen sind daher immer zugehörige Kriterien und Bedingungen zugeordnet.
Als Standkriterien werden häufig Verschleißgrößen angewendet. Verschleiß bei Zerspanungswerkzeugen wird meistens mit der Verschleißmarkenbreite gemessen, die ein Maß für den Freiflächenverschleiß ist, und mit der Kolktiefe, die ein Maß für den Kolkverschleiß auf der Spanfläche ist. Beispielsweise bedeutet {\displaystyle T_{VB0,2;vc200}=60\ min}, dass die Standzeit bis zum Erreichen einer Verschleißmarkenbreite {\displaystyle VB} von 0,2 mm bei einer Schnittgeschwindigkeit von 200 m/min gleich 60 Minuten ist.
Als zulässige Verschleißmarkenbreiten werden meist folgende Werte verwendet:
| Verschleißmarkenbreite | Schnellarbeitsstahl/Hartmetall | Schneidkeramik |
| ---------------------- | ------------------------------ | -------------- |
| Schruppen              | 0,8 bis 1,0 mm                 | 0,3 mm         |
| Schlichten             | 0,2 bis 0,4 mm                 | 0,3 mm         |

Weitere Standkriterien neben dem Verschleiß sind
- die Zerspankraft
- die Schnittleistung
- die Oberflächenrauheit am Werkstück
- die Spanform
- die Spantemperatur.[2]

### Zusammenhang zwischen den Standgrößen
Bei manchen Verfahren ist es üblich, den Standweg {\displaystyle L} anzugeben, der von der Standzeit {\displaystyle T} abhängt.
Beim Bohren und Fräsen wird der Standweg in Vorschubrichtung gemessen:
{\displaystyle L_{f}=T\cdot f\cdot n}
mit:
- {\displaystyle L_{f}} – Standweg in Vorschubrichtung (engl. feed)
- {\displaystyle f} – Vorschub
- {\displaystyle n} – Drehzahl,

beim Hobeln und Räumen in Schnittrichtung:
{\displaystyle L_{c}=T\cdot v_{c}}
mit
- {\displaystyle L_{c}} – Standweg in Schnittrichtung  (engl. cut)
- {\displaystyle v_{c}} – Schnittgeschwindigkeit.

Manchmal wird auch die Standmenge {\displaystyle N} angegeben, die ebenfalls von der Standzeit abhängt:
{\displaystyle N={\frac {T}{t_{h}}}}
mit
- {\displaystyle t_{H}} – Hauptzeit.

Das Standvermögen lässt sich neben der Standzeit grundsätzlich auch durch Standbedingungen oder -kriterien angeben:
{\displaystyle v_{cT15;VB0,2}=200{\frac {m}{min}}}
Hier ist die Schnittgeschwindigkeit eines bestimmten Werkzeuges, bei der innerhalb von 15 Minuten eine Verschleißmarkenbreite von 0,2 mm erreicht wird, gleich 200 m/min.
Der Wert
{\displaystyle F_{cap2;N500}}
dagegen gibt die Schnittkraft an für eine Schnitttiefe {\displaystyle a_{p}} von 2 mm und einer Standmenge von N = 500.